# 성염
성염(成稔, 1942년 7월 11일 ~ )은 대한민국 前 대학 교수, 前 외무공무원이다. 전라남도 장성에서 출생했다.

## 경력
- 1986년 ~ 1988년: 한양대학교 철학과 겸임교수
- 1988년 ~ 1990년: 한국외국어대학교 철학과 교수
- 1990년 ~ 2002년: 서강대학교 철학과 교수
- 2003년 7월 ~ 2007년 9월: 주 교황청 한국대사[1][2][3][4]

## 학력
- 1972년: 가톨릭대학교 신학사
- 1976년: 광주가톨릭대학교 신학석사
- 1986년: 교황립 살레시안대학교 라틴문학박사

## 학회 관련 활동
- 1993년 ~ 2002년: (사단법인) 우리신학연구소 소장 및 이사장
- 1994년 ~ 1996년: (사단법인) 서양고전학회 회장
- 1994년 ~ 2003년: 한국서양중세철학연구소 이사장
- 1994년 ~ 1996년: 서강대철학연구소 소장
- 1999년 ~ 2001년: 서강대철학연구소 소장
- 2001년 ~ 2003년 1월: 우리사상연구소 소장
- 2001년 ~ 2003년 1월: 한국가톨릭철학회 이사장

## 사회단체임원
- 1977년 ~ 1979년: 서울대교구 평신도사도직협의회 홍보부 차장
- 1978년 ~ 1979년: 한국천주교주교회의 교리교육위원회 편수위원
- 1980년 ~ 1981년: 한국천주교주교회의 정의평화위원회 제3기 위원
- 1988년 ~ 1990년: 서울대교구 평신도사도직협의회 홍보부 차장
- 1988년 ~ 2000년: 천주교정의구현전국연합 운영위원
- 1993년 ~ 1995년: 천주교 수유동교회 부회장
- 1995년 ~ 2003년 1월: 천주교 인권위원회 이사장
- 2001년 ~ 2003년 2월: 한국가톨릭교수회 부회장
- 2003년 2월 ~ 2003년 월: 한국가톨릭교수회 회장
- 1987년 ~ 2003년 3월: 언론지키기천주교모임 공동대표
- 1993년 ~ 2003년 3월: 격월간 <공동선> 편집위원

## 발언 및 기타 관련 논란

### 정진석 추기경에 대한 발언
- 2010년 3월 12일에 한국 천주교 주교단은 정기총회를 열고 4대강 사업에 대해 "자연 환경에 치명적인 손상을 입힐 것으로 심각하게 우려한다."는 성명서를 발표했다.[5]
- 이에 대해 2010년 12월 8일에 정진석 추기경은 "주교단이 4대강 사업이 자연을 파괴하고 난개발의 위험을 보인다고 했지 반대한다는 소리는 안했다." 고 말했다.[6]
- 이에 대해 2010년 12월 14일에 성염 전 대사는 CBS <변상욱의 뉴스쇼> 에 출연해 "거기 주교회의의 문서들을 제가 자세히 봤는데요. 그 태도는 분명합니다. 전혀 자연환경을 고려하지 않는 반환경적인 계획이다, 이런 것은 가을 주도회의에서 한 선언이거든요. 그러면 여기에 다른 이의가 달릴 수 없겠죠." 라고 말했다.[7]
- 또한, "그러니까 추기경께서 4대강에 노골적으로 찬성했거나 정부 편을 들었다, 이런 점을 사제들이 문제 삼는 게 아니라 교황께서 죽 강조해 오신 환경사목에 대한, 또 주교회의가 함께 의결한 우리 환경에 대한 우려, 그것을 정식으로 부정하고, 주교회의 밖에서 발언한 것으로 비친 점, 이것에 대해서 오히려 이야기를 하셨어야 하는 것이 아닌가, 이렇게 교구청의 발언에 대해서 생각이 가더라고요." 라고 말했다.

### 국정원 대선 개입 진상규명과 책임자 처벌을 요구하는 시국선언
- 2013년 9월 11일에 '천주교 평신도 1만인 시국선언 추진위원회(아래 추진위)'가 국정원 대선 개입 진상규명과 책임자 처벌을 요구하는 시국선언을 서울 영등포구 새누리당사 앞에서 열었다. 추진위원인 성염 전 교황청 한국대사는 "우리 국민은 4·19, 5·18을 통해 국민의 안전을 보호할 경찰과 군대가 잘못된 정권의 손아귀에 들어가면 국민을 죽이는 살인 무기로 변하는 것을 목격했다"며 "국정원도 과거 인혁당 사건과 같이 사람을 죽이는 살인무기가 될 수 있다"고 말했다.[8]

### "가난한 이들의 추기경을 원합니다" 청원운동
- 프란치스코 교황이 오는 2월, 한국의 추기경을 새로 선임할 것이라는 관측이 나오는 가운데, 정의·평화·민주 가톨릭행동 추진위원회(이하 가톨릭 행동)는 3일부터 '가난한 이들의 편'에 선 성직자가 새 추기경이 되길 바라는 취지의 청원 운동에 돌입한다. 가톨릭 행동은 지난해 국가기관의 대선개입에 대응하기 위해 천주교 평신도인들이 중심이돼 결성됐다. 김형태 천주교인권위원회 이사장을 비롯해 성염 전 주 교황청 한국대사, 권오광 천주교정의구현전국연합 상임대표, 김원호 가톨릭뉴스 <지금여기> 이사장 등이 공동대표로 활동하고 있다. 이들은 쌍용자동차 정리해고, 밀양 송전탑 문제, 용산참사 등 사회적 약자를 보듬는 활동을 전개해 왔다.[9]

## 저서
- 구스타보 구티에레즈, 《해방 신학》. 분도 출판사 (1977년, 성염 옮김) 링크
- 알로이스 피어리스, 《아시아의 해방신학》. 분도 출판사 (1988년, 성염 옮김) 링크
- 성염, <27과, 동사 용장활용과 자립분사구>, 《고전 라틴어》, 성바오로출판사, 2003.

## 같이 보기
- 김병상
- 안충석
- 함세웅
- 해방신학
- 천주교정의구현전국연합
- 천주교 인권위원회